# Methanothermaceae
Las metanotermáceas (Methanothermaceae) son una familia de arqueas metanógenas e hipertermófilas del orden Methanobacteriales y único género Methanothermus.